# Cadira de graons

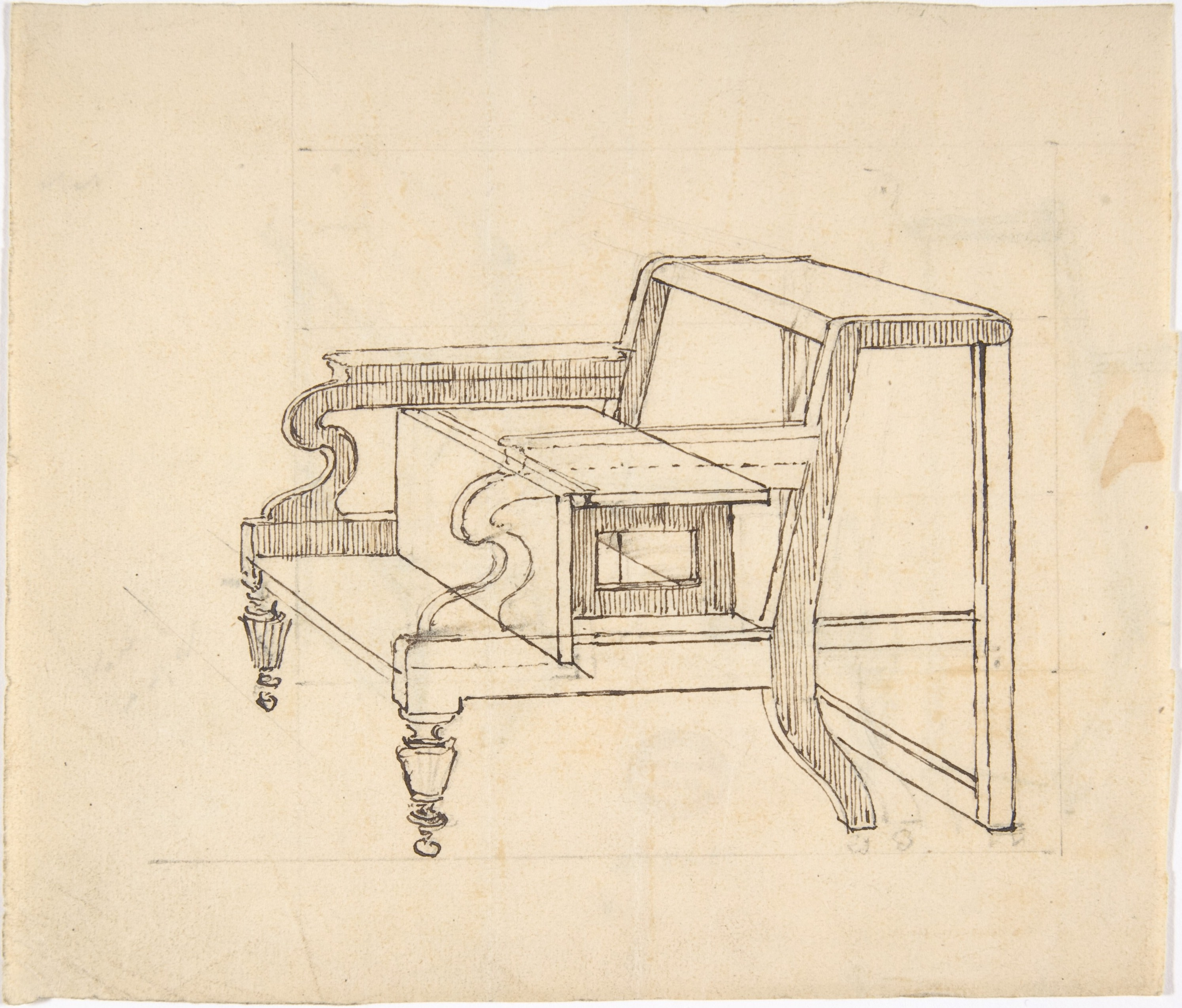
Un tipus de cadira de graons en què el seient es plega per formar les cares superior i lateral d'un graó addicional, i un suport llisca per sota

Una cadira de graons, també anomenada cadira d'escala, cadira de biblioteca, cadira convertible o cadira Franklin, és un moble que es plega per convertir-se en una cadira o en un petit conjunt de graons o escales. Construir-ne un (generalment a l'estil de tall lateral-diagonal) és un projecte de bricolatge popular.

## Història

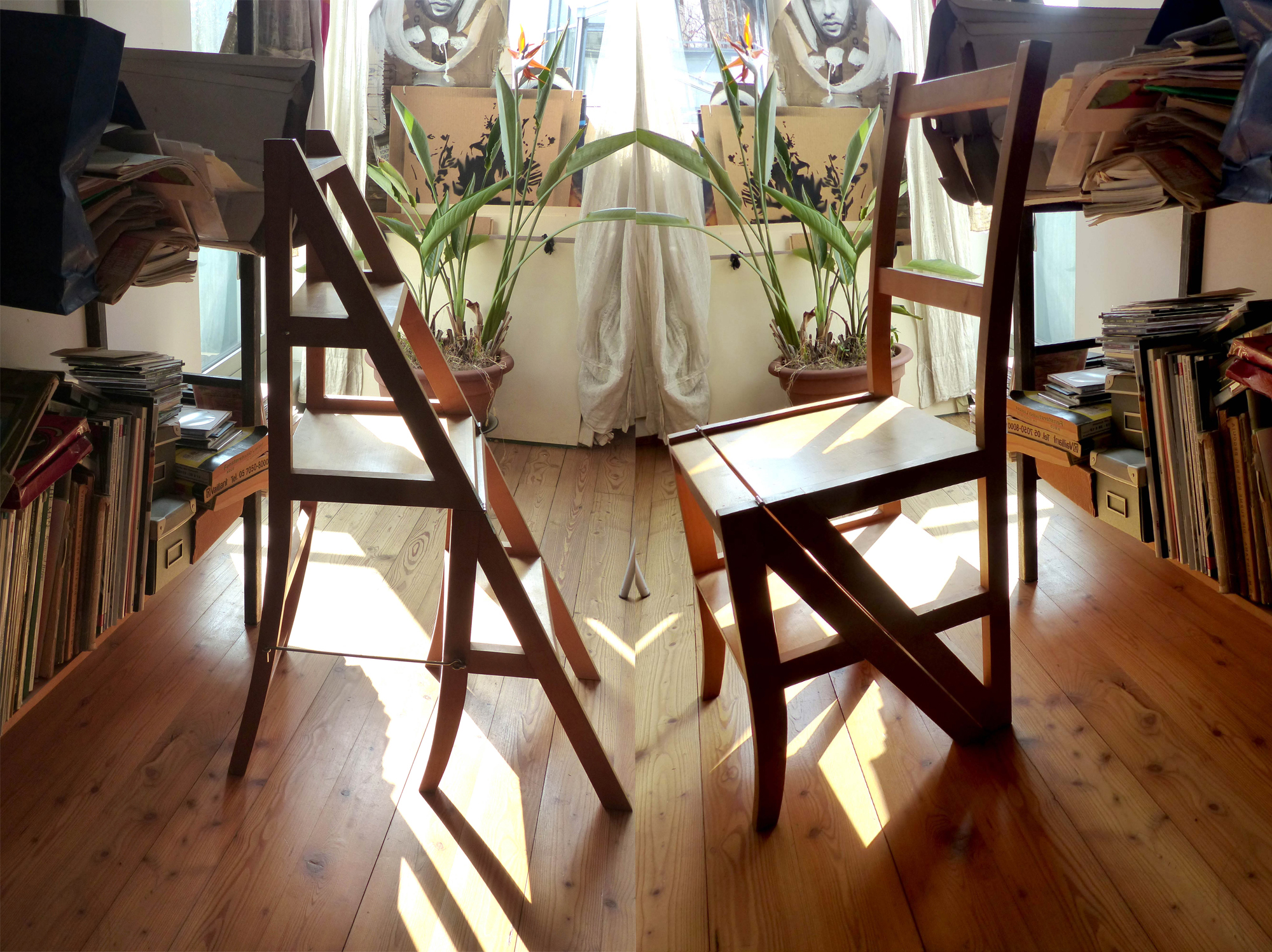
Foto composta d'una cadira de graons, del tipus comú de tall diagonal-lateral. La cadira es mostra mirant en la mateixa direcció, un cop plegada en una cadira i una vegada plegada en un conjunt de graons, de manera que la part superior del respatller de la cadira toqui el terra.

De vegades es diu que aquestes cadires van ser dissenyades per Benjamin Franklin. El propi Franklin va voler seure en una cadira que va dissenyar per a la seva pròpia biblioteca. Aquest disseny era comú a la dècada de 1700, però es va recuperar a la dècada de 1990. El seu disseny de vegades s'atribueix a Thomas Jefferson, per aquest motiu també es pot anomenar cadira Jefferson.

## Descripció
Aquesta cadira es plega d'una manera lleugerament diferent de les cadires plegables de tall diagonal i lateral; el seient gira cap amunt, recolzant-se contra el respatller reclinat de la cadira i formant tres graons; un anteriorment amagat sota i paral·lel al seient, i dos enganxats verticalment al llarg de la vora davantera i la línia mitjana del seient.
Una forma variant té una tercera posició, en què la part posterior de la cadira es converteix en una taula de planxar. Llavors es coneix com cadira tres en una o cadira de solter. S'ha descrit com a apte per a apartaments petits.